# Gaius Lucilius
Gaius Lucilius (180-102 v.Chr.) stamde uit een rijke equites-familie uit Suessa Aurunca in Campanië en kwam in 160 v.Chr. naar Rome.
Hij werd opgenomen in de beroemde Grieksgezinde Scipionenkring. Hij schreef 30 boeken met satiren, waarvan echter het merendeel is verloren gegaan. Een kleine 1300 verzen zijn tot ons gekomen, voldoende om een beeld te krijgen van het overwegend hekelend karakter van zijn werk. Lucilius waagt zich zowel aan politieke als aan religieuze en literaire kritiek: precies omdat hij zo rijk was hoefde hij niets of niemand te sparen.
- Bibsys: 90807490
- Biblioteca Nacional de España: XX1008397
- Bibliothèque nationale de France: cb11913597c (data)
- CiNii: DA06264730
- Gemeinsame Normdatei: 118574779
- International Standard Name Identifier: 0000 0001 2142 9576
- Library of Congress Control Number: n50079083
- Nationale Bibliotheek van Letland: 000118958
- Nationale Bibliotheek van Tsjechië: jn19990210390
- Nationale bibliotheek van Australië: 35958289
- Nationale Bibliotheek van Israël: 987007264603205171
- Nationale Bibliotheek van Polen: a0000001144252
- Nederlandse Thesaurus van Auteursnamen: 069614105
- Réseau des bibliothèques de Suisse occidentale: 02-A003534770
- Istituto Centrale per il Catalogo Unico: RAVV074546
- LIBRIS: 205081
- Système universitaire de documentation: 026997509
- Trove: 1163025
- Virtual International Authority File: 89131128
- WorldCat: E39PBJyxc8yv777cWdMFg78DMP